# Agnes van Waiblingen
Agnes van Waiblingen (Eind 1072 - Klosterneuburg 24 september 1143) was een dochter van keizer Hendrik IV en van Bertha van Savoye. Zij wordt "van Waiblingen" genoemd omdat ze de koninklijke palts te Waiblingen erfde. Haar voornaam Agnes is gegeven naar haar grootmoeder Agnes van Poitou.

## huwelijk met Frederik
Zij huwde in ca. 1090 met Frederik I van Zwaben, met wie zij al sinds 1079 verloofd was. Zij kregen de volgende kinderen:
- mogelijk Heilika (ovl. na 1110, begraven te Ensdorf (Beieren), getrouwd met graaf Frederik van Pettendorf, kreeg twee dochters
- Bertrada, getrouwd met een graaf Adalbert
- Frederik II
- Hildegard
- Koenraad III
- Gisela
- Hendrik (ovl. voor 1102)
- Beatrix, stichtte in 1146 het klooster van Michelstein
- Kunigunde, getrouwd met een hertog Hendrik
- Sofia, getrouwd met een graaf Adalbert
- Gertrudis, gehuwd met Herman van Stahleck, stichtte het klooster van Sint-Theodoor in Bamberg waar ze non werd na de dood van haar man. Ze hadden kinderen maar haar zoons stierven op jonge leeftijd.
- Richildis, getrouwd met Hugo van Roucy, ze hadden acht kinderen

Door dit huwelijk wordt Agnes van Waiblingen de stammoeder genoemd van het huis der Hohenstaufen.

## huwelijk met Leopold
Na de dood van Frederik in 1105 hertrouwde zij met markgraaf Leopold III van Oostenrijk (ook zijn tweede huwelijk) van het huis der Babenbergers. Zij werd de moeder van:
- Leopold IV van Oostenrijk (rond 1108–1141)
- Hendrik II van Oostenrijk (1114–1177)
- Bertha (1106–1150), die huwde met burggraaf Hendrik III van Regensburg (–1174)
- Agnes (1111–1153), die in 1125 huwde met hertog Władysław II van Polen (–1159)
- Otto van Freising
- Koenraad (1120–1168), bisschop van Passau en aartsbisschop van Salzburg
- Elisabeth (1124–1143), die in 1142 huwde met graaf Herman II van Winzenburg (–1152)
- Judith (1115–), die in 1133 huwde met markgraaf Willem V van Monferrato (–1191)
- Ernst (1113–1137)
- Gertrudis (1120–1151), die in 1140 huwde met hertog Wladislaus II van Bohemen (–1174)
- mogelijk Uta, die huwde met graaf Liutold I von Plain, graaf van Hardegg.

Het grote aantal kinderen dat aan Agnes wordt toegeschreven is aanleiding voor theorieën die Frederik een aantal kinderen uit een eerste huwelijk toeschrijven.

## Legende
Agnes zou tijdens een jachtpartij met haar tweede man Leopold haar sluier zijn kwijtgeraakt. Maria verscheen toen aan Leopold en gaf hem aanwijzingen om de sluier terug te vinden. Leopold is naar aanleiding van deze legende heilig verklaard.
Ze is begraven in het stift Klosterneuburg.

## Voorouders
| Voorouders van Agnes van Waiblingen (1072–1143) | Voorouders van Agnes van Waiblingen (1072–1143)                   | Voorouders van Agnes van Waiblingen (1072–1143)                   | Voorouders van Agnes van Waiblingen (1072–1143)                   | Voorouders van Agnes van Waiblingen (1072–1143)                   | Voorouders van Agnes van Waiblingen (1072–1143)                   | Voorouders van Agnes van Waiblingen (1072–1143)                   | Voorouders van Agnes van Waiblingen (1072–1143)                        | Voorouders van Agnes van Waiblingen (1072–1143)                        |
| ----------------------------------------------- | ----------------------------------------------------------------- | ----------------------------------------------------------------- | ----------------------------------------------------------------- | ----------------------------------------------------------------- | ----------------------------------------------------------------- | ----------------------------------------------------------------- | ---------------------------------------------------------------------- | ---------------------------------------------------------------------- |
| Overgrootouders                                 | Keizer Koenraad II (990–1039) ∞ 909 Gisela van Zwaben (995–1043)  | Keizer Koenraad II (990–1039) ∞ 909 Gisela van Zwaben (995–1043)  | Willem V van Aquitanië (969–1030) ∞ Agnes van Mâcon (995–1068)    | Willem V van Aquitanië (969–1030) ∞ Agnes van Mâcon (995–1068)    | Humbert Withand (980–1048) ∞ Ancilla van Lenzberg (–)             | Humbert Withand (980–1048) ∞ Ancilla van Lenzberg (–)             | Manfred II Olderik van Turijn (980-1034/35) ∞ Bertha d'Este (990–1037) | Manfred II Olderik van Turijn (980-1034/35) ∞ Bertha d'Este (990–1037) |
| Grootouders                                     | Keizer Hendrik III (1017–1056) ∞ 909 Agnes van Poitou (1024–1077) | Keizer Hendrik III (1017–1056) ∞ 909 Agnes van Poitou (1024–1077) | Keizer Hendrik III (1017–1056) ∞ 909 Agnes van Poitou (1024–1077) | Keizer Hendrik III (1017–1056) ∞ 909 Agnes van Poitou (1024–1077) | Otto van Savoye (1021–1059) ∞ Adelheid van Susa (1014/20-1091)    | Otto van Savoye (1021–1059) ∞ Adelheid van Susa (1014/20-1091)    | Otto van Savoye (1021–1059) ∞ Adelheid van Susa (1014/20-1091)         | Otto van Savoye (1021–1059) ∞ Adelheid van Susa (1014/20-1091)         |
| Ouders                                          | Keizer Hendrik IV (1050–1106) ∞ 909 Bertha van Savoye (1051–1087) | Keizer Hendrik IV (1050–1106) ∞ 909 Bertha van Savoye (1051–1087) | Keizer Hendrik IV (1050–1106) ∞ 909 Bertha van Savoye (1051–1087) | Keizer Hendrik IV (1050–1106) ∞ 909 Bertha van Savoye (1051–1087) | Keizer Hendrik IV (1050–1106) ∞ 909 Bertha van Savoye (1051–1087) | Keizer Hendrik IV (1050–1106) ∞ 909 Bertha van Savoye (1051–1087) | Keizer Hendrik IV (1050–1106) ∞ 909 Bertha van Savoye (1051–1087)      | Keizer Hendrik IV (1050–1106) ∞ 909 Bertha van Savoye (1051–1087)      |